# Legnano (equipo ciclista)
El equipo Legnano fue un equipo ciclista italiano, de ciclismo en ruta que compitió entre 1906 y 1966.
Surgido a partir de la fábrica de bicicletas del mismo nombre, el equipo a lo largo de su historia consiguió numerosos éxitos entre los cuales hay catorce Giros de Italia y numerosas clásicas. Entre sus ciclistas, destacan nombres como Alfredo Binda, Learco Guerra, Gino Bartali, Fausto Coppi y la dirección de Eberardo Pavesi.

## Corredor mejor clasificado en las Grandes Vueltas

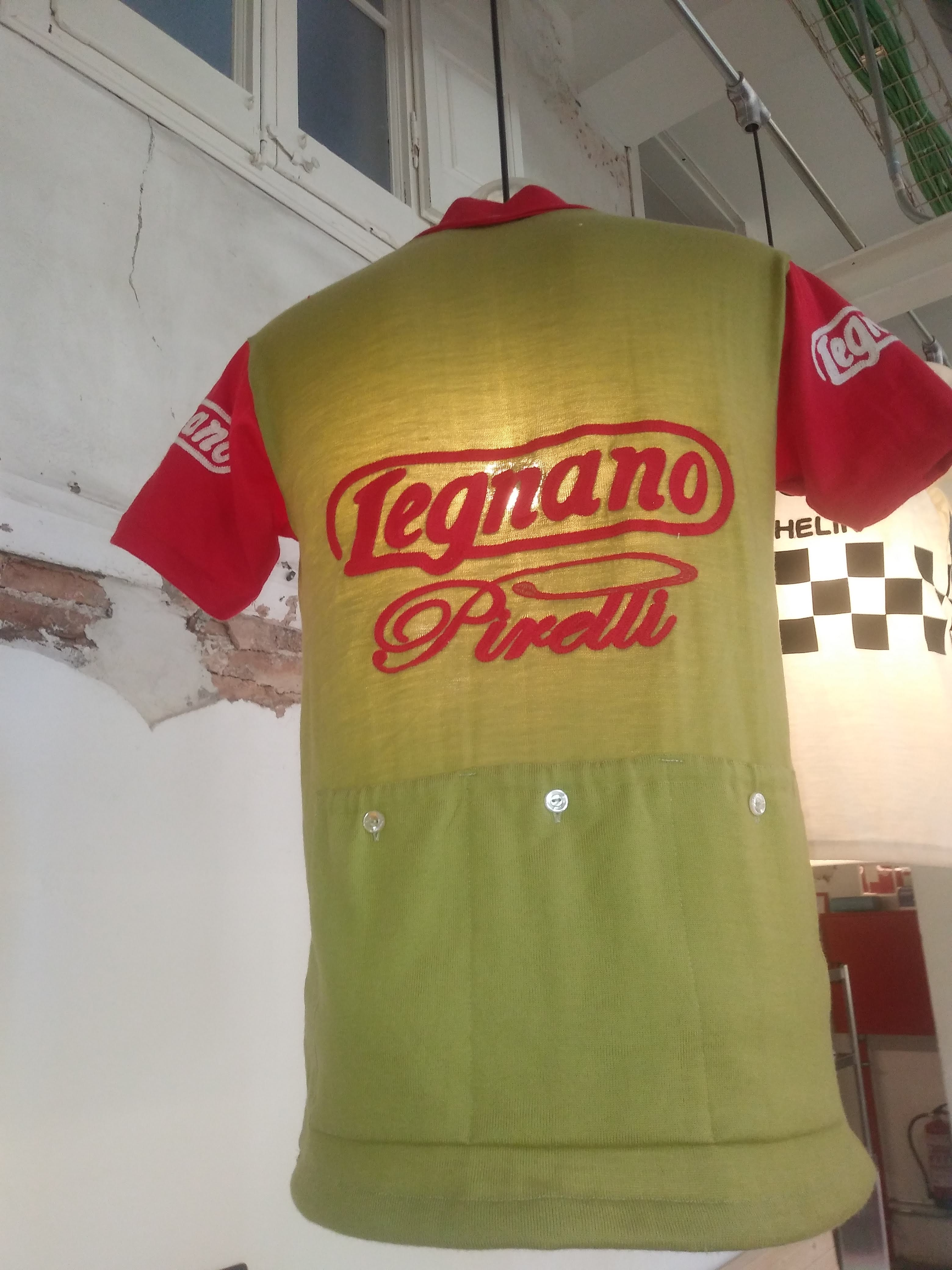
Maillot del equipo ciclista del Legnano Pirelli

| Año  | Giro de Italia           | Tour de Francia      | Vuelta a España |
| ---- | ------------------------ | -------------------- | --------------- |
| 1906 | X                        | -                    | X               |
| 1907 | X                        | -                    | X               |
| 1908 | X                        | -                    | X               |
| 1909 | ¿?                       | -                    | X               |
| 1910 | ¿?                       | -                    | X               |
| 1911 | ¿?                       | -                    | X               |
| 1912 | ¿?                       | -                    | X               |
| 1913 | ¿?                       | -                    | X               |
| 1914 | -                        | -                    | X               |
| 1915 | X                        | X                    | X               |
| 1916 | X                        | X                    | X               |
| 1917 | X                        | X                    | X               |
| 1918 | X                        | X                    | X               |
| 1919 | ¿?                       | -                    | X               |
| 1920 | ¿?                       | -                    | X               |
| 1921 | 1.º Giovanni Brunero     | -                    | X               |
| 1922 | 1.º Giovanni Brunero     | -                    | X               |
| 1923 | 2.º Giovanni Brunero     | -                    | X               |
| 1924 | 1.º Giuseppe Enrici      | -                    | X               |
| 1925 | 1.º Alfredo Binda        | -                    | X               |
| 1926 | 1.º Giovanni Brunero     | -                    | X               |
| 1927 | 1.º Alfredo Binda        | -                    | X               |
| 1928 | 1.º Alfredo Binda        | -                    | X               |
| 1929 | 1.º Alfredo Binda        | -                    | X               |
| 1930 | 1.º Luigi Marchisio      | -                    | X               |
| 1931 | 3.º Luigi Marchisio      | -                    | X               |
| 1932 | 3.º Remo Bertoni         | -                    | X               |
| 1933 | 1.º Alfredo Binda        | -                    | X               |
| 1934 | 6.º Remo Bertoni         | -                    | X               |
| 1935 | 6.º Remo Bertoni         | -                    | -               |
| 1936 | 1.º Gino Bartali         | -                    | -               |
| 1937 | 1.º Gino Bartali         | -                    | X               |
| 1938 | -                        | -                    | X               |
| 1939 | 2.º Gino Bartali         | -                    | X               |
| 1940 | 1.º Fausto Coppi         | X                    | X               |
| 1941 | X                        | X                    | -               |
| 1942 | X                        | X                    | -               |
| 1943 | X                        | X                    | X               |
| 1944 | X                        | X                    | X               |
| 1945 | X                        | X                    | -               |
| 1946 | 1.º Gino Bartali         | X                    | -               |
| 1947 | 2.º Gino Bartali         | -                    | -               |
| 1948 | 8.º Gino Bartali         | -                    | -               |
| 1949 | 4.º Adolfo Leoni         | -                    | X               |
| 1950 | 12.º Pasquale Fornara    | -                    | -               |
| 1951 | 11.º Pasquale Fornara    | -                    | X               |
| 1952 | 10.º Giorgio Albani      | -                    | X               |
| 1953 | 12.º Nipo Defilippis     | -                    | X               |
| 1954 | 12.º Giorgio Albani      | -                    | X               |
| 1955 | 23.º Nello Fabbri        | -                    | -               |
| 1956 | 9.º Waldemaro Bartolozzi | -                    | -               |
| 1957 | 3.º Ercole Baldini       | -                    | -               |
| 1958 | 1.º Ercole Baldini       | -                    | -               |
| 1959 | 5.º Imerio Massignan     | -                    | -               |
| 1960 | 4.º Imerio Massignan     | -                    | -               |
| 1961 | 11.º Imerio Massignan    | -                    | -               |
| 1962 | 2.º Imerio Massignan     | 7.º Imerio Massignan | -               |
| 1963 | 7.º Imerio Massignan     | -                    | -               |
| 1964 | 19.º Carlo Chiappano     | -                    | -               |
| 1965 | 13.º Silvano Schiavon    | -                    | -               |
| 1966 | 12.º Silvano Schiavon    | -                    | -               |

## Principales resultados
- Milán-San Remo: Giovanni Brunero (1922), Pietro Linari (1924), Alfredo Binda (1929, 1931), Gino Bartali (1939, 1940), Pierino Favalli (1941), Gino Bartali (1947)
- Giro de Lombardía: Giovanni Brunero (1923, 1924), Alfredo Binda (1925, 1926, 1927, 1931), Gino Bartali (1936, 1939, 1940), Mario Ricci (1941, 1945), Giuseppe Minardi (1952)

### En las grandes vueltas
- Giro de Italia
  - 46 participaciones  (1909, 1910, 1911, 1912, 1913, 1919, 1920, 1921, 1922, 1923, 1925, 1926, 1927, 1928, 1929, 1930, 1931, 1932, 1933, 1934, 1935, 1936, 1937, 1939, 1940, 1946, 1947, 1948, 1949, 1950, 1951, 1952, 1953, 1954, 1955, 1956, 1957, 1958, 1959, 1960, 1961, 1962, 1963, 1964, 1965, 1966)
  - 135 victorias de etapa:
    - 3 el 1910: Ernesto Azzini, Jean-Baptiste Dortignacq, Pierino Albini
    - 1 el 1911: Vincenzo Borgarello
    - 4 el 1912: Vincenzo Borgarello (3), Ernesto Azzini
    - 3 el 1913: Eberardo Pavesi (2), Clemente Canepari
    - 1 el 1920: Giuseppe Olivieri
    - 1 el 1921: Giovanni Brunero
    - 8 el 1922: Giovanni Brunero (3), Alfredo Sivocci, Bartolomeo Aimo (2), Pietro Linari, Luigi Annoni
    - 1 el 1923: Alfredo Sivocci
    - 3 el 1925: Alfredo Binda, Giovanni Brunero, Pietro Linari
    - 7 el 1926: Alfredo Binda (6), Giovanni Brunero
    - 13 el 1927: Alfredo Binda (12), Giovanni Brunero
    - 6 el 1928: Alfredo Binda (6)
    - 12 el 1929: Alfredo Binda (8), Mario Bianchi (2), Alfredo Dinale (2)
    - 4 el 1930: Leonida Frascarelli (2), Luigi Marchisio (2)
    - 2 el 1931: Alfredo Binda (2)
    - 1 el 1932: Remo Bertoni
    - 6 el 1933: Alfredo Binda (6)
    - 1 el 1934: Fabio Battesini
    - 4 el 1936: Gino Bartali (3), Fabio Battesini
    - 6 el 1937: Gino Bartali (4), Raffaele Di Paco, Learco Guerra
    - 4 el 1939: Gino Bartali (4)
    - 4 el 1940: Fausto Coppi, Pierino Favalli, Gino Bartali (2)
    - 3 el 1946: Aldo Bini, Mario Ricci, Renzo Zanazzi
    - 3 el 1947: Gino Bartali (2), Mario Ricci
    - 3 el 1948: Adolfo Leoni (2), Mario Ricci
    - 4 el 1949: Adolfo Leoni (3), Vincenzo Rossello
    - 1 el 1950: Adolfo Leoni
    - 3 el 1951: Adolfo Leoni, Luciano Frosini, Giuseppe Minardi
    - 5 el 1952: Rino Benedetti, Giorgio Albani (2), Giuseppe Minardi, Nino Defilippis
    - 2 el 1953: Giorgio Albani, Giuseppe Minardi
    - 2 el 1954: Giorgio Albani, Giuseppe Minardi
    - 3 el 1955: Vincenzo Zucconelli, Giorgio Albani, Giuseppe Minardi
    - 2 el 1956: Giorgio Albani (2)
    - 1 el 1957: Ercole Baldini
    - 4 el 1958: Ercole Baldini (4)
    - 1 el 1962: Graziano Battistini
    - 2 el 1963: Adriano Durante, Marino Vigna
    - 1 el 1964: Raffaele Marcoli

  - 14 clasificaciones finales:
    - Giovanni Brunero (1921, 1922, 1926)
    - Alfredo Binda (1925, 1927, 1928, 1929, 1933)
    - Luigi Marchisio (1930)
    - Gino Bartali (1936, 1937, 1946)
    - Fausto Coppi (1940)
    - Ercole Baldini (1958)

  - 21 clasificaciones secundarias:
    - Gran Premio de la montaña: Alfredo Binda (1933), Remo Bertoni (1934), Gino Bartali (1936, 1937, 1939, 1940, 1946, 1947)
    - Clasificación por equipos: (1922, 1923, 1925, 1926, 1927, 1928, 1929, 1931, 1932, 1933, 1936, 1946, 1957)

- Tour de Francia
  - 1 participaciones (1962)
  - 0 victorias de etapa:
  - 0 clasificación finales:
  - 0 clasificaciones secundarias:

- Vuelta a España
  - 0 participaciones
  - 0 victorias de etapa:
  - 0 clasificación finales:
  - 0 clasificaciones secundarias: